# Svajdvät
Svajdvät är en sjö i Gotlands kommun i Gotland och ingår i Gothemån-Snoderåns kustområde. Sjöns area är 0,04 kvadratkilometer och den befinner sig 73,7 meter över havet.